# Drop-out
El drop-out és una breu pèrdua de RF (o pèrdua de senyal) causada per un defecte dels mitjans, com un arrap en la superfície del mitjà, una mica d'òxid solt o un altre contaminant ambiental atrapat als caps de vídeo, o qualsevol altre incident que produeixi una pèrdua de senyal. En altres paraules, és una pèrdua de senyal causada per una obstrucció de cap de cinta, un defecte en la cinta, brossa, o una altra característica que causa un augment de l'espaiat de cap a la cinta, tot i que també pot ser causat per un material magnètic que falta.
Un drop-out es mostra com a línies blanques i/o negres d'informació que falta en la imatge, encara que també es pot notar quan es produeix una compensació en els circuits de retard de línia VTR.
Quan hi ha diversos drop-out per fotograma, el monitor de televisió apareixerà nevat (o snowy). La freqüent aparició de drop-out en la reproducció és una indicació que la cinta està contaminada amb runes o que la carpeta de la cinta s'està deteriorant.

## Compensador drop-out
Un compensador drop-out és un dispositiu d'ocultació d'errors que s'empra en el vídeo analògic per a ocultar drop-outs de senyal RF en la reproducció de cinta de vídeo causades per imperfeccions o danys en el recobriment magnètic de la cinta com per exemple, errors produïts per defectes, brutícia o desgast en els mitjans de gravació magnètics.
Un cop detectats, aquests fragments erronis són substituïts per senyals "no corruptes" de zones espacials o temporals adjacents de la imatge de la televisió.